# Antiprisma quadrado
Em geometria, o antiprisma quadrado é o segundo em um conjunto infinito de antiprismas formados por uma sequência de números pares de triângulos fechados por duas tampas de polígonos. Também é conhecido como um anticubo
Se todas as faces são polígono regulares, o antiprisma quadrado é um poliedro semiregular ou poliedro uniforme.

## Pontos em uma esfera
Quando 8 pontos são distribuídos na superfície de uma esfera com o objetivo de maximizar a distância entre eles em algm sentido, o formato resultante corresponde a um antiprisma quadrado ao invés de um cubo. Métodos específicos de distribuição dos pontos inclui, por exemplo, o problema de Thomson (minimizando a soma de todos os recíprocos das distâncias entre os pontos), maximizar a distância de cada ponto ao ponto mais próximo ou minimizar a soma de todos os recíprocos dos quadrados das distâncias entre os pontos.

## Exemplos

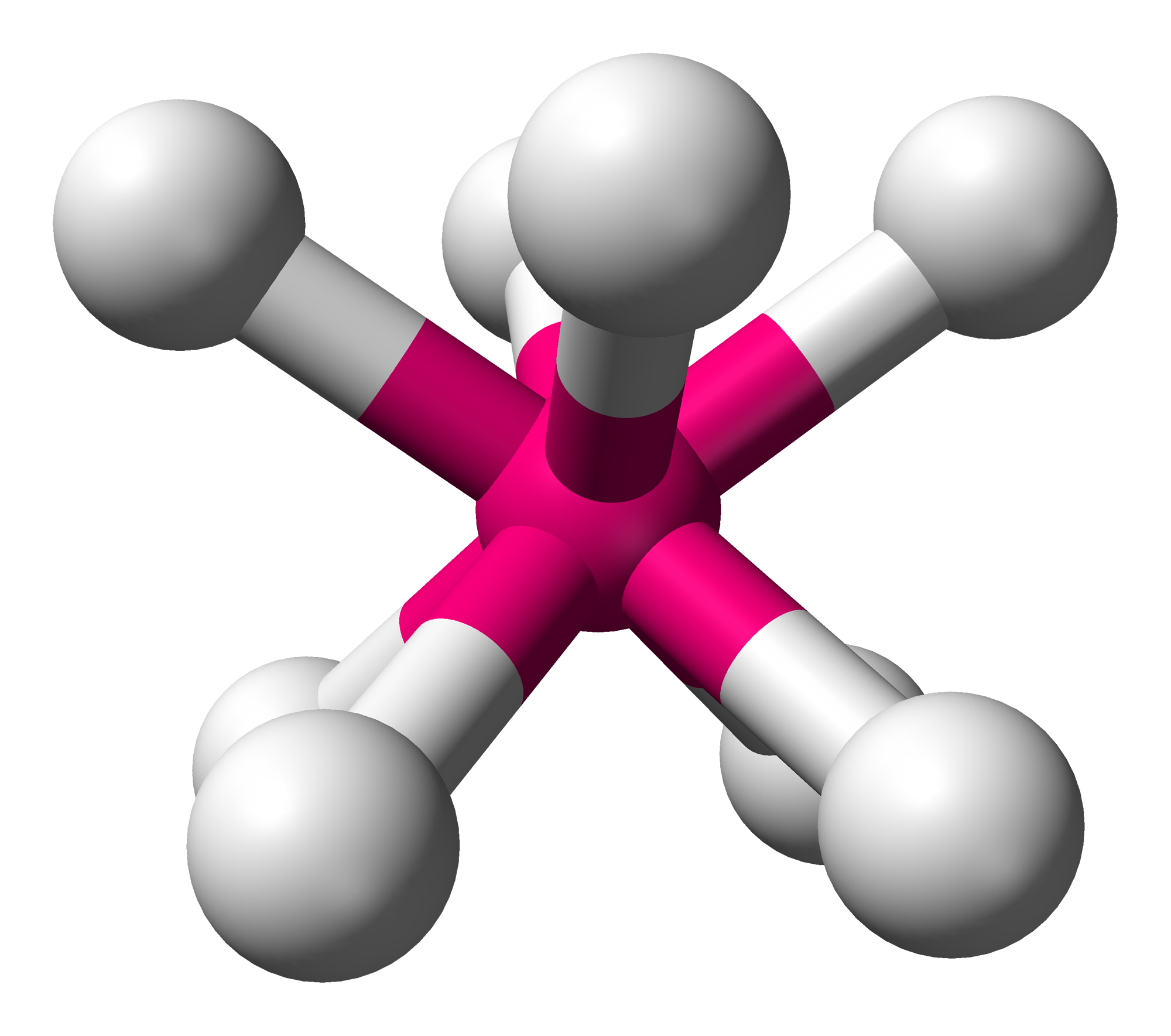
Geometria molecular antiprismática quadrada
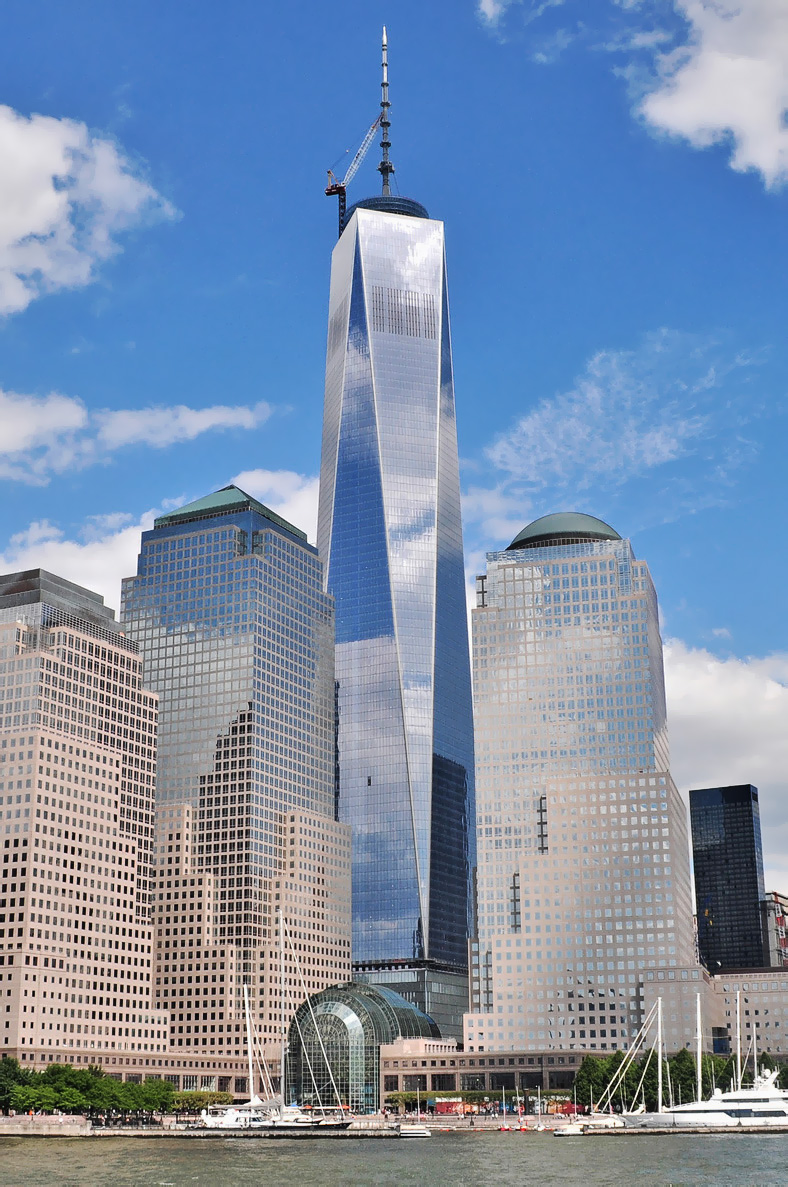
Edifício One World Trade Center
Antiprisma quadrado (Matemateca Ime-Usp)
Antiprisma quadrado torcido (Matemateca Ime-Usp)